# Ganelius passaliformis
Ganelius passaliformis là một loài bọ cánh cứng trong họ Lucanidae. Loài này được Benesh mô tả khoa học năm 1943.